# Viktors saga og Blávus
Viktors saga og Blávus es una de las sagas caballerescas escrita en nórdico antiguo y fechada hacia siglo XIV, aunque las copias más antiguas que han sobrevivido son de la segunda mitad del siglo XV. El prólogo de la obra ofrece información sobre la costumbre noruega de la época de traducir cantages de gesta procedentes del continente. No obstante, como se desconoce la fuente original, se considera una saga autóctona islandesa. La trama trata sobre las aventuras de Viktor, hijo del rey de Francia, y Blávus, un príncipe que viaja sobre una alfombra mágica.